# Hildesheimer Kongress
Der Hildesheimer Kongress, früher auch Hildesheimer Convent, war eine Versammlung der norddeutschen Reichsstände in Hildesheim in den Jahren 1796 und 1797.
Im Frieden von Basel vom April 1795 im Laufe des Ersten Koalitionskriegs (1792–1797) zwischen Frankreich und Preußen wurde eine Demarkationslinie quer durch Nordwestdeutschland vereinbart. Sie verlief von der Mündung der Ems in Ostfriesland über das Hochstift Münster, die Grafschaft Mark, Höchst, Hessen-Darmstadt, Franken nach Sachsen und Schlesien.
Da bei der Fortführung des Krieges zwischen Frankreich und England das Hochstift Münster und Kur-Hannover bedroht schienen, beschloss Preußen, um ein Eindringen der Franzosen in diese Gebiete zu verhindern, die Demarkationslinie mit einem Heer von 40,000 Mann aus preußischen, hannoverschen und braunschweigischen Truppen bestehend, zu besetzen und so zu sichern. Die durch Christian Konrad Wilhelm von Dohm in Hannover im April 1796 geführten Verhandlungen hatten anfangs keinen Erfolg; erst als die Kriegsgefahr sich näherte, und der Plan des Generals Lazare Hoche bekannt wurde, in Norddeutschland einzurücken, drang Hannover selbst auf rasches Vorrücken Preußens. So trat im Juni 1796 in Hildesheim ein Konvent zusammen, um die norddeutsche bewaffnete Neutralität zu koordinieren und über die Bewilligung der Kosten, insbesondere durch die Hansestädte, zu beschließen. Rechtlich gesehen handelte es sich dabei um einen gemeinsamen Kreistag des Westfälischen und des Niedersächsischen Reichskreises. Der Niedersächsische Reichskreis hatte seit 1685 nicht mehr getagt.
Die Verhandlungen zogen sich bis Ende August hin. Im Berliner Vertrag vom August 1796 akzeptierte Frankreich die Neutralität der norddeutschen Reichsstände hinter der Demarkationslinie. Eine zweite Tagung begann am 25. Februar 1797 und dauerte bis in den Juni 1797, ohne dass konkrete Ergebnisse erzielt wurden. Der Fortgang der kriegerischen Auseinandersetzungen mit dem Frieden von Campo Formio verlagerte die diplomatischen Bemühungen auf den Rastatter Kongress.
Dohm wurde 1797 Ehrenbürger der Hansestadt Bremen, da er sich für Bremens Neutralität und den Erhalt der Selbständigkeit eingesetzt hatte.

## Gesandte
- Freie Stadt Bremen: Syndikus Elking und Georg Gröning
- Braunschweig: Albrecht Edmund Georg v. Münchhausen
- Hannover: Wilhelm August von Rudloff
- König von Dänemark als Herzog von Holstein: Adolf Gottlieb von Eyben
- Freie und Hansestadt Lübeck: Ratsherr Mattheus Rodde und Ratssyndikus Hermann Adolph Wilcken
- Mecklenburg: Friedrich August von Rudloff
- Hochstift Münster: Matthias von Ketteler und Advokat Forkenbeck
- Preußen: Christian Konrad Wilhelm von Dohm